# Prospalta nigrita
Prospalta nigrita là một loài bướm đêm trong họ Noctuidae.